# Gabriella
Gabriella — круизный 11-палубный пассажирский и автомобильный паром финского судоходного концерна Viking Line. Совершает регулярные рейсы по маршруту Хельсинки-Мариехамн/Лонгнес-Стокгольм. 
Судно было построено в 1992 году на верфи Brodosplit (Хорватия) под именем France Suell для эксплуатации на линии Euroway. В период с 1994 по 1997 паром был зафрахтован компанией Silja Line и эксплуатировался под именем Silja Scandinavia. С 1997 года паром принадлежит Viking Line.
Суда-близнецы: Amorella, в составе флота Viking Line, Isabelle компании Tallink и Crown Seaways компании DFDS Seaways.
10 декабря 2014 г. Gabriella перевезла 200-миллионного пассажира компании Viking Line, совершая рейс из Хельсинки в Стокгольм.

## Строительство

Палубы парома Gabriella

France Suell изначально проектировался для компании Euroway как ультрасовременное круизное судно для выполнения рейсов между городами Мальме (Швеция) и Любек (Германия) через Травемюнде (Германия).
Судно построено на верфи Brodosplit в Хорватии. Отличия от судов-близнецов Amorella и Isabella заключались во внутренней планировке общественных помещений, расположения некоторых кают и наличии дополнительной каютной палубы.
Паром France Suell был заложен 28 сентября 1989 года, а спущен на воду — 23 января 1991 года. Из-за хорватской войны работы были приостановлены, первые ходовые испытания проведены только в январе 1992 года. После вторых ходовых испытаний в марте 1992 года Frans Suell отплыл в Риеке, где его окрасили в цвета Euroway. Судно было передано владельцу 4 мая 1992 года.

## Эксплуатация

### 1992-1994: Frans Suell
В  свой первый рейс из Мальмё в Травемюнде и Любек France Suell оправился 17 мая 1992 г. Тогда на борту находились  только приглашенные гости. 19 мая 1992 паром начал регулярные рейсы на маршруте Мальмё-Травемюнде. 
С 1 сентября 1993 года маршрут был изменен на -  Копенгаген-Мальмё-Травемюнде-Любек.  Рейсы совершались ежедневно из Копенгагена и Любека. Из-за небольшого пассажиропотока и неблагоприятного финансового положения было принято решение о прекращении работы Euroway с 12 марта 1994 года и фрахте судна компанией Silja Line. 

### 1994-1997: Silja Scandinavia
После закрытия Euroway, паром Frans Suell был оправлен на судоремонтный завод в Вуосаари (Хельсинки, Финляндия), где был дооборудован задними аппарелями, отремонтирован, окрашен в цвета Silja Line и переименован в Silja Scandinavia. 31 марта 1994 года судно было принято в состав флота, обслуживающего маршрут Турку-Стокгольм.  Компания Viking Line уже тогда намеревалась зафрахтовать судно, но решение принято не было по причине завышенной стоимости фрахта.
Тем не менее дальнейшее финансовое положение Silja Line не позволило ей эксплуатировать паром. 11 ноября 1996 года судно было продано компании Viking Line с условием передачи в собственность в апреле 1997 года. 4 апреля 1997 паром Silja Scandinavia в последний раз прибыл в Турку в цветах компании Silja Line.

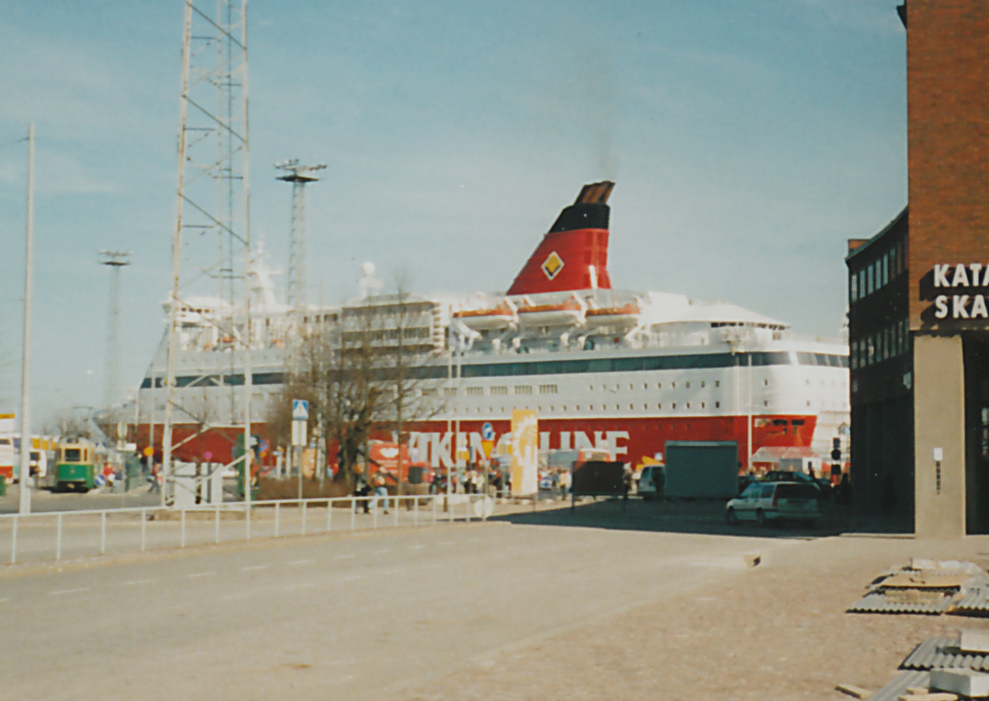
Gabriella В Хельсинки, май 1997.

### С 1997 года по настоящее время: Gabriella
После приобретения судна компанией Viking Line оно было отремонтировано, перекрашено и переименовано в Gabriella (название было выбрано по результатам открытого общественного конкурса).
17 апреля 1997 года паром Gabriella вошел в состав флота Viking Line и начал курсировать по маршруту Хельсинки-Стокгольм. С 30 июня 1999 года маршрут был дополнен заходом в Мариехамн (Аландские острова) с целью сохранения права беспошлинной торговли на борту.
В 1999, 2002, 2003, 2004 и 2005 годах паром также эксплуатировался на маршруте Турку-Мариехамн-Стокгольм.
В мае 2008 года паром Gabriella был перестроен и модернизирован на заводе Оресундсварвет в городе Ландскрона (Швеция) в рамках программы обновления флота Viking Line. Был увеличен магазин беспошлинной торговли, появилось новая детская игровая комната и новые рестораны. Также были отремонтированы каюты, а их общее количество возросло за счет постройки новых на месте бывших конференц-залов.

## Интересные факты
Почти все суда компании Viking Line (кроме новейших Viking XPRS и Viking Grace) названы женскими именами с окончанием -ella: Gabriella, Mariella, Amorella, Rosella, Cinderella. Такая традиция была установлена в честь жены создателя компании, которую звали Ellen, что в уменьшительно-ласкательном варианте звучит как Ella.